# Provincia di Chefchaouen
La provincia di Chefchaouen è una delle province del Marocco, parte della regione di Tangeri-Tetouan-Al Hoceima. Nel 2010 alcune località della provincia sono state scisse e, unitamente ad altre della provincia di Sidi Kacem sono andate a comporre la nuova provincia di Ouezzane

## Geografia antropica

### Suddivisioni amministrative
La provincia di Chefchaouen contava, prima della suddivisione, 1 municipalità e 32 comuni:

#### Municipalità
- Chefchaouen

#### Comuni
- Ain Beida
- Amtar
- Asjen
- Bab Berred
- Bab Taza
- Bni Ahmed Cherqia
- Bni Ahmed Gharbia
- Bni Bouzra
- Bni Darkoul
- Bni Faghloum
- Bni Mansour

- Bni Rzine
- Bni Salah
- Bni Selmane
- Bni Smih
- Brikcha
- Derdara
- Fifi
- Iounane
- Kalaat Bouqorra
- Laghdir
- Mansoura

- Moqrisset
- M'Tioua
- Ouaouzgane
- Oued Malha
- Talambote
- Tamorot
- Tanaquob
- Tassift
- Tizgane
- Zoumi